# Клаб-сэндвич
Клаб-сэндвич (англ. club sandwich, clubhouse sandwich) — бутерброд из хлеба (обычно поджаренного), с нарезанным приготовленным мясом птицы, ветчиной или жареным беконом, листьями салата, помидорами и майонезом. Сэндвич часто разрезают на четвертинки или половинки и скрепляют вместе с помощью коктейльных палочек. Современные версии часто состоят из двух слоев, разделенных дополнительным ломтиком хлеба.

## История
Самое раннее упоминание сэндвича, статья, опубликованная в «The Evening World» 18 ноября 1889 года, также является ранним рецептом: «Вы уже пробовали сэндвич Union Club? Два поджаренных куска хлеба Грэхема и слой индейки или курицы и ветчины между ними, подается в теплом виде». Несколько других ранних упоминаний также приписывают создание сэндвича шеф-повару Union Club.
Другие источники считают, что происхождение клубного сэндвича вызывает споры. Другая теория гласит, что клубный сэндвич был изобретен в эксклюзивном игорном клубе в Саратога-Спрингс, Нью-Йорк, в конце XIX века. «В 1894 году Ричард Кэнфилд … любезный покровитель искусства купил клуб Саратога, чтобы превратить его в казино [Canfield Casino] … клубный сэндвич [возник] на его кухне». — Энциклопедия американской еды и напитков , Джон Ф. Мариани [Лебхар-Фридман: Нью-Йорк] 1999 г. (стр. 87).
Сэндвич появился в меню ресторанов США ещё в 1899 году. Самое раннее упоминание о сэндвиче в опубликованной художественной литературе — в книге Рэя Карделла 1903 года «Разговоры хористки». Клубные сэндвичи состояли из кусочков курицы, но со временем индейка стала всё более распространенной. Рецепт 1897 года состоит из трёх слоев, где курица и ветчина разделены не ломтиком хлеба, а листом салата.

## Ингредиенты
Как и в случае с BLT-сэндвичем (от англ. bacon, lettuce, tomato), в стандартную комплектацию входит поджаренный белый хлеб, а также салат айсберг, бекон и помидоры. Сэндвич традиционно заправляют майонезом. Однако существует множество вариаций традиционного клаб-сэндвича. Некоторые меняют белок, например, «клаб для завтрака», который включает яйца, или «клаб с ростбифом». Другие включают ветчину (вместо или в дополнение к бекону) или немецкий Kaiserfleisch и / или ломтики сыра (швейцарский, голландский или чеддер). Горчица (английская, французская дижонская, немецкий сэнф, американская или цельнозерновая) и иногда медовая горчица являются обычными приправами, с нарезанными маринованными корнишонами, также с горчичными солёными огурцами, или индийским чатни. Высококлассные варианты включают устричный клаб, лососевый клаб и крабовый.
Сэндвич обычно подают с капустным салатом или картофельным салатом и часто украшают маринованными огурцами. Салат из капусты или картофеля часто сводится к «гарнирной» порции, когда основным сопровождением является заказ картофеля фри или картофельных чипсов. Из-за высокого содержания жиров и углеводов в хлебе, беконе и заправке, клаб-сэндвичи иногда критикуют как нездоровые. В 2000 году Burger King подверглась критике за свой куриный клаб, который содержал 700 килокалорий, 44 грамма жира (девять из них насыщенные) и 1300 миллиграммов натрия, а также трансжиры из фритюрницы.